# Yukarı Aktepe, Beydağ
Yukarıaktepe là một xã thuộc huyện Beydağ, tỉnh İzmir, Thổ Nhĩ Kỳ. Dân số thời điểm năm 2010 là 343 người.